# Federação de Liechtenstein de Hóquei no Gelo
A Federação de Liechtenstein de Hóquei no Gelo é o órgão que dirige e controla o hóquei no gelo de Liechtenstein, comandando as competições nacionais e a seleção nacional.